# Partido Liberal Progresista (Costa Rica, 2016)
El Partido Liberal Progresista (-PLP-) es un partido político costarricense de ideología liberal en lo económico y  en lo social, liderado por Eliécer Feinzaig.

## Historia
Fue fundado el 27 de febrero de 2016 y es presidido por Eliécer Feinzaig, quién ocupó el cargo de Viceministro de Transportes durante la administración Rodríguez Echeverría (1998-2002).

### Elecciones presidenciales y legislativas del 2018
El PLP participó en las elecciones de 2018 para diputaciones por las provincias de San José, Alajuela, Heredia y Puntarenas, sin conseguir escaños en la asamblea legislativa.

### Elecciones municipales del 2020
El partido no obtuvo alcaldes en las Elecciones municipales de Costa Rica de 2020.

### Elecciones presidenciales y legislativas del 2022
A partir del 2018 el partido inició conversaciones con otras fuerzas políticas de derecha para negociar una coalición derechista para las elecciones de 2022 que se anunció con el partido Alianza Demócrata Cristiana llamada Coalición para el Cambio pero que fue descartada, a su vez el partido realiza un cambio de imagen y mercadeo agregando un signo de más a sus siglas, de la forma PLP⁺ y denominándose de la forma PLP Plus.

### Elecciones municipales del 2024
En las Elecciones municipales de Costa Rica de 2024, el Partido Liberal Progresista obtuvo una representación significativa a nivel cantonal, a pesar de que el bipartidismo sigue dominando la representación a nivel nacional. El PLP logró posicionarse como uno de los principales grupos políticos, logrando algunos avances en comparación con las elecciones de 2020. A pesar de no haber alcanzado la misma cantidad de puestos que los partidos mayoritarios, el PLP demostró un crecimiento en su influencia y apoyo en diversas regiones del país siendo el cuarto partido más votados en dicha elección.
A su vez el partido obtuvo un notable éxito al conseguir la alcaldía de Puerto Jiménez, el cantón más nuevo del país, con Enrique Segnini Saballo como su primer alcalde. Con un 44.80% de los votos alcanzados.

## Ideología
Es su visión es una fuerza política que promueve un liberalismo de manera integral, abarcando tanto lo económico como lo cultural. En lo económico, defiende firmemente libre empresa y de libre mercado, impulsando políticas que favorezcan el emprendimiento, la competencia justa y la prosperidad general. En el ámbito cultural, el partido apoya la legalización de la marihuana, fertilización in vitro y matrimonio igualitario, abogando por una sociedad más inclusiva, respetuosa de las libertades individuales y de los derechos civiles de todos los ciudadanos.

## Principios
Los principios fundamentales del partido son:
- La dignidad y autonomía del individuo.
- La economía de mercado.
- Un estado pequeño y eficiente.
- Una sociedad tolerante, libre de discriminación y de privilegios creados por ley.
- Separación entre religión y estado.
- El respeto a la propiedad privada y al estado de derecho.

## Simbología
Los colores utilizados por el partido son principalmente el naranja y el blanco.

## Comité Ejecutivo Nacional
- Presidente: Eliécer Feinzaig Mintz.
- Vicepresidente: José Alberto Gatgens Céspedes.
- Secretario: Puesto Vacante
- Subsecretario: Adrián Alonso Urbina Arias.
- Tesorería: Puesto Vacante
- Subtesoría: Felicita Valverde
- Vocal 1: Catalina Phillips Campos.
- Vocal 2: Silvia Picado

## Equipos de Trabajo
- Asesor Legal: Guillermo Chacón M.
- Comunicación: Allan Matarrita Chinchilla.
- Estrategia Política: Catalina Phillips Campos.
- Gestión de Proyectos: Johnny Vásquez.
- Juventud: Puesto vacante.
- Organización Territorial: Herberth Alvarado Guzmán.
- Políticas Públicas: José Andrés Solano Sánchez.
- Reclutamiento: Héctor González G.

## Resultados electorales

### Elecciones presidenciales
| Elecciones presidenciales |                     |                        |           |           |                  |           |          |                              |
| Año                       | Candidato           | Candidato              | Votos     | Votos     | %                | %         | Posición | Vicepresidentes              |
| Año                       | Candidato           | Candidato              | 1° vuelta | 2° vuelta | 1° vuelta        | 2° vuelta | Posición | Vicepresidentes              |
| 2022                      |                     | Eliécer Feinzaig Mintz | 259 788   | -         | \| \| 12.40 % \| | -         | 4.º      | José Miguel Aguilar Berrocal |
| 2022                      | Rocío Briceño López | Eliécer Feinzaig Mintz | 259 788   | -         | \| \| 12.40 % \| | -         | 4.º      |                              |
|                           | 12.40 %             |                        |           |           |                  |           |          |                              |

### Elecciones legislativas
|  | 0.59 % |

|  | 9.06 % |

### Elecciones municipales
| Año  | Alcaldías |
| ---- | --------- |
| 2020 | 0/82      |
| 2024 | 3/84      |

### Diputados
| N.º | Provincia | Nombre                       |
| --- | --------- | ---------------------------- |
| 1   | San José  | Eliécer Feinzaig Mintz       |
| 2   | Heredia   | Gilberto Arnoldo Campos Cruz |